# Два друга
«Два дру́га» — советский семейный комедийный фильм, снятый в 1954 году режиссёром Виктором Эйсымонтом по сценарию Николая Носова на основе его же повести «Витя Малеев в школе и дома» (1951).

## Сюжет
Комедия рассказывает о буднях простого советского школьника Вити, который вместе с другом Костей пытается улучшить свой характер и повысить успеваемость. На протяжении фильма герои попадают в различные комические истории, но всякий раз с честью выходят из самых сложных, запутанных ситуаций.
Действие начинается сценой в классе, у школьной доски: учительница с ученицей разбирают арифметическую задачу. Витя потом говорит учительнице, что всё понял, но про себя в сердцах замечает: «и ничего я не понял». Малеев и Шишкин не первые ученики в классе, получают двойки, поэтому и числятся отстающими. Чтобы их звену разрешили участвовать в школьной художественной самодеятельности, товарищи убеждают Витю и Костю «по настоящему за уроки взяться».
Однако путь в хорошисты и отличники приятелям преграждают «полтора часика» футбола до самого вечера. Чтобы не ругали родители, Витя и Костя решают зайти домой вместе — сначала к одному, а потом к другому. У Малеева отец — инженер-изобретатель, мама и младшая сестра, у Шишкина — только мама и домашний живой уголок, где есть ёжик и прочие зверюшки. На следующий день Витя не может объяснить задачу, которую вечером ему решил отец, получает двойку и дома мать не пускает его гулять и отбирает футбольный мяч. Костя тоже не отличился — он получил два по русскому языку.
Отец Вити вынужден пойти в школу объясняться с учительницей, между тем как два друга готовятся к самодеятельности, выкраивая костюм лошади для спектакля. Витя пытается продвинуться по арифметике, но у него ничего не выходит, пока сестра не просит помочь ей решить задачу, ведь она в третьем классе, а Витя уже в четвёртом. Задача не поддаётся, он прикладывает все усилия. Стремясь понять суть, представляет задачу в графической форме. Подошедший отец делает маленькую подсказку по рисунку — и Витя находит решение. Вдохновлённый первым успехом, Малеев решает и своё задание и учительница хвалит его. А Шишкин сказывается больным и в школу на диктант не идёт. Врач справку не дал и он решает в школу больше не ходить, а поступить в цирк — давать представления с найденной им недавно собачкой, которую он назвал Лобзиком. Вместе друзья начинают дрессировать Лобзика. Дома Витя не выдерживает и сообщает, что Костя бросил школу, а он покрывает его, сказав учительнице о болезни товарища. Мама Шишкина тоже ничего не знает, тем более, что она шофёр и подолгу занята на работе.
Одноклассники навещают «больного» Костю, он прыгает в постель в одежде и обуви, закрывается одеялом, притворно жалуется и называет свою болезнь «аппендикоксом», между тем как Витя незаметно закрывает высунувшийся из-под одеяла ботинок. Товарищи уже почти ушли, но случайно раскрывают обман, видя «больного», стоящего на голове. В это же время навестить приходит и учительница Ольга Николаевна — Шишкин снова кидается в постель, но ребята всё ей рассказывают и на следующий день Костя идёт к директору школы за прощением. В задушевной беседе он снова обещает подтянуться по русскому, а затем директор рассказывает ему секрет дрессировки собаки, чтобы под Новый год выступить в школе на сцене; но сначала — учёба и Малеев назначается помощником Шишкина.
Друзья рьяно берутся за учёбу: Шишкин, посадив кляксу, переписывает всю страницу по требованию своего строгого помощника Малеева, а также случайно делает лишнее упражнение. Диктант Шишкин пишет на четвёрку, и теперь в классе по русскому ни одной тройки. Наступает долгожданный новогодний вечер, друзья выступают на сцене с Лобзиком, после чего всё звено исполняет праздничную песню.
Характерное отличие кинопостановки от книги состоит в том, что фильм был выпущен в тот год, когда в СССР согласно Постановлению Совета министров СССР «О введении совместного обучения в школах Москвы, Ленинграда и других городов» от 1 июля 1954 года перестало действовать раздельное обучение, и поэтому среди одноклассников главных героев присутствуют девочки, проявляющие себя в отдельных эпизодах.

## В ролях
- Леонид Крауклис — Витя Малеев
- Владимир Гуськов — Костя Шишкин
- Даниил Сагал — отец Вити Малеева
- Вера Орлова — мама Вити Малеева[4]
- Оксана Бибина — Лика Малеева, сестра Вити
- Янина Жеймо — мама Кости Шишкина[5]
- Ирина Зарубина — Ольга Николаевна, учительница
- Виктор Хохряков — Игорь Александрович, директор школы
- Николай Сморчков — пионервожатый Володя
- Михаил Аронов — Миша, член звена класса
- Виктор Белов — художник стенгазеты и член звена класса
- Борис Бурляев — Толик, член звена класса
- Наталья Заслуева — Наташа, член звена класса
- Ксения Спиридонова — Тося, член звена класса
- Яков Заславский — доктор

## Съёмочная группа
- Художник — Пётр Галаджев[6].
- Художник по костюмам — Яков Ривош.
- Звукооператор — Н. Писарев.
- Текст песен — Вадим Коростылёв.

Фильм снимался в Москве на базе школы № 327 (ныне № 1227).. Чтобы подобрать артистов для исполнения двух главных ролей, режиссёр просмотрел около трёх тысяч мальчиков и выбрал по семь человек на каждую роль — Вити Малеева и Кости Шишкина; затем среди этих претендентов провели конкурс, который выиграли московские школьники Лёня Крауклис и Володя Гуськов. В кинокартине также снялся брат Николая Бурляева — Борис.
При написании сценария автор книги Николай Носов пересмотрел её структуру с тем, чтобы чётче составить композицию, сделать образы детей
лаконичнее и конкретней, но сохраняя поэтичность и смешную, а порой трогательную детскую речь; при этом, хотя повесть и была сокращена, в фильм вошли почти все эпизоды книги.
Кинокартина «Два друга» была представлена на VII международном фестивале фильмов для детей и подростков в Венеции, где пользовалась
особенным успехом.